# Hic (de crimes en crimes)
Pour plus de détails, voir Fiche technique et Distribution.
Hic (de crimes en crimes) (Hukkle) est un film hongrois réalisé par György Pálfi, sorti en 2002.

## Synopsis
Dans un village de Hongrie, un homme a le hoquet. La caméra s'attarde sur des scènes de vie qui semblent anodines. Presque sans dialogue, le film finit par révéler le crime qui couve...

## Fiche technique
- Titre : Hic (de crimes en crimes)
- Titre original : Hukkle
- Réalisation : György Pálfi
- Scénario : György Pálfi
- Musique : Balázs Barna et Samu Gryllus
- Photographie : Gergely Pohárnok
- Montage : Gábor Marinkás
- Production : Csaba Bereczki et András Böhm
- Société de production : Mokép
- Société de distribution : Memento Films (France)
- Pays de production :  Hongrie
- Genre : Policier, drame
- Durée : 78 minutes
- Dates de sortie : 
  - Hongrie : 24 octobre 2002
  - France : 1er octobre 2003

## Distribution
- Ferenc Bandi : oncle Csuklik
- Józsefné Rácz : Bába
- József Farkas : Rendõr
- Ferenc Nagy : Méhész

## Accueil
Le film a reçu un accueil favorable de la critique. Il obtient un score moyen de 77 % sur Metacritic.